# テクノロジー・エバンジェリスト
テクノロジー・エバンジェリスト（英: Technology evangelist）または テクニカル・エバンジェリスト（英: Technical evangelist）は、工業規格としてネットワーク外部性の存在する市場において、特定技術のサポートのクリティカル・マスを築こうとする人物をいう。エバンジェリストとは、宗教用語で伝道師のこと。
プロのテクノロジー・エバンジェリストの多くは、自らの専有技術をデファクトスタンダードとして確立するか、所有権の保持されていないオープン標準を確立しようとする企業によって雇用されている。ノンプロのテクノロジー・エバンジェリストは利他主義または利己心（例えば、ネットワーク外部性における早期参入の利益を得るために）から行動する例が多い。

## 概要
テクノロジー・エバンジェリストはある特定のテクノロジー又はテクノロジー・プラットフォームを大衆に対して採用を促すスペシャリストと言える。テクノロジー・エバンジェリストを職業とする人物は通常、雇用主が開発したプラットフォームの“標準化”をマーケットに働きかける役割を担っている。
「テクノロジー･エバンジェリスト」という言葉は1980年代にアップル社のマイク・ムーレイ率いるマッキントッシュの開発チーム内で使われ始めた。テクノロジー・エバンジェリストとして最初に公認されたのはアップル社のマイク・ボイクだ。テクノロジー･エバンジェリストは通常、商品開発、マーケティング、宣伝、トレーニングと深い係りにあり、技術革新によって生じる新しい方法や習慣を導入するよう、大衆に働きかける能力を持つ専門家を指す。アップル社の場合、1984年に、パソコンを自宅で使う必要性や競合他社との優位性を一般大衆に向けて説くのが大方の仕事であった。
また、マイクロソフトもテクニカルエヴァンジェリストを設置し、これに習ってハイテク業界には「エヴァンジェリスト」「エバンジェリスト」を名乗る人々が生まれるようになった。
例として他にも、リナックス等無料のプラットフォームを支持するテクノロジー･エバンジェリストやウインドゥズ等独自のプラットフォームを支持する人も挙げられる。又、クラウド・コンピューティングの活用やソーシャル・ネットワーク、その他革新的な技術を支持するテクノロジー・エバンジェリストも存在する。
社内にテクノロジー・エバンジェリストを抱えている企業では、同僚たちに新しい技術やメソッドの導入を促す役割を担っている。

## 注目すべきテクノロジー・エバンジェリスト
注目すべきテクノロジー・エバンジェリストとして革新的で著名な人物にアップルのスティーブ・ジョブズ、マイクロソフトのビル・ゲイツ、インターネットを開発した一人のヴィントン・サーフ、ベストセラー作家のガイ・カワサキ等が挙げられる。